# Тэсэнэй
Тэсэнэ́й (иногда также Тесеней) (тигринья ተሰነይ, англ. Teseney) — город на западе Эритреи, находится к юго-востоку от города Кассала (Судан), на реке Мэрэб (Гаш). Во время войны за независимость Эритреи за город велись ожесточённые бои, вследствие чего он был разрушен. Хотя город постепенно отстраивается, его всё ещё окружают минные поля.
Тесеней находится в 45 километрах от границы с Суданом и примерно в 115 километрах от Барэнту. Это населённый пункт западного региона, приграничный городок с населением около 18 тысяч человек различных национальностей. На северной окраине города возвышается пара холмов, с которых открывается вид на равнины и горы Судана.

## История
Тэсэнэй был освобождён в 1988 году, будучи сильно разрушен во время войны за независимость Эритреи (1961—1991). Неподалёку от города, сразу за Хайкотой, стоит памятник Хамиду Идрису Авате (Hamid Idris Awate), который сделал первые выстрелы в освободительной борьбе эритрейцев в сентябре 1961 года.
В 10 километрах к западу от города расположена хлопковая плантация Бараттоло, в деревне Алигидер, где племена Хедареб и полторы тысячи бывших повстанцев и членов их семей возделывают хлопок, сезам и сорго. Алигидер — старая итальянская приграничная деревня, в которой ещё сохранилось несколько итальянских достопримечательностей. В 2000 году деревня была захвачена и разграблена подразделением вооружённых сил Эфиопии.

## Климат
| Показатель                    | Янв. | Фев. | Март | Апр. | Май  | Июнь | Июль  | Авг.  | Сен. | Окт. | Нояб. | Дек. | Год   |
| ----------------------------- | ---- | ---- | ---- | ---- | ---- | ---- | ----- | ----- | ---- | ---- | ----- | ---- | ----- |
| Средний суточный максимум, °C | 33,8 | 34,9 | 38,0 | 40,6 | 40,9 | 38,5 | 34,0  | 32,5  | 34,5 | 36,9 | 35,8  | 33,9 | 36,2  |
| Средняя температура, °C       | 25,2 | 26,3 | 29,0 | 31,8 | 32,6 | 31,0 | 28,1  | 27,0  | 27,9 | 29,4 | 27,9  | 25,5 | 28,5  |
| Средний суточный минимум, °C  | 16,6 | 17,7 | 20,1 | 23,0 | 24,3 | 23,6 | 22,2  | 21,5  | 21,4 | 22,0 | 20,1  | 17,2 | 20,8  |
| Норма осадков, мм             | 0,0  | 0,0  | 0,3  | 3,1  | 13,5 | 40,8 | 109,2 | 110,4 | 49,5 | 12,4 | 1,9   | 0,0  | 341,1 |
| Источник: ,                   |      |      |      |      |      |      |       |       |      |      |       |      |       |

## Экономика
Тэсэнэйский рынок заполняют кочевые торговцы, купцы и эритрейцы, возвращающиеся из Судана. На главной площади перед мечетью идёт оживлённая торговля, там находятся портняжные мастерские, кафе, бары и различные магазинчики. Ведётся там и активный обмен валют, где саудовские риалы и суданские фунты обмениваются на эритрейские накфы. Тэсэнэй представляет собой один из пунктов приёма лиц, возвращающихся из лагерей беженцев в Судане перед их отъездом в другие районы.
Во время сезона дождей (с июля по сентябрь) большая часть земель вокруг города непроходима, но недавно построенная асфальтированная дорога из Барэнту в Тэсэнэй обеспечивает комфортабельную поездку в этот приграничный городок. Ежедневно отсюда ходят автобусы в Касалу (Судан), в Барэнту и Асмэру, столицу Эритреи.